# 埃里斯季夫卡
49°5′13″N 33°42′33″E / 49.08694°N 33.70917°E
埃里斯季夫卡（烏克蘭語：Єристівка），是烏克蘭的村落，位於該國中部波爾塔瓦州，由克列緬丘格區負責管轄，處於普肖爾河畔，距離普里希布和新謝洛夫卡-舍夫琴科沃1.5公里，海拔高度73米，2001年人口287。